# Paläste von Tunis

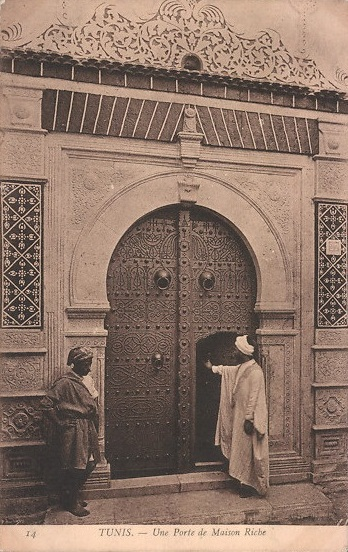
Dar Balma (1900)

Die Paläste von Tunis sind historische Baudenkmäler in der Medina von Tunis. Tunis galt vom 12. bis 16. Jahrhundert als eine der größten und reichsten Städte der islamischen Welt. Etwa 700 Paläste, Moscheen, Mausoleen und Wohnhäuser befinden sich in der Medina.

## Galerie

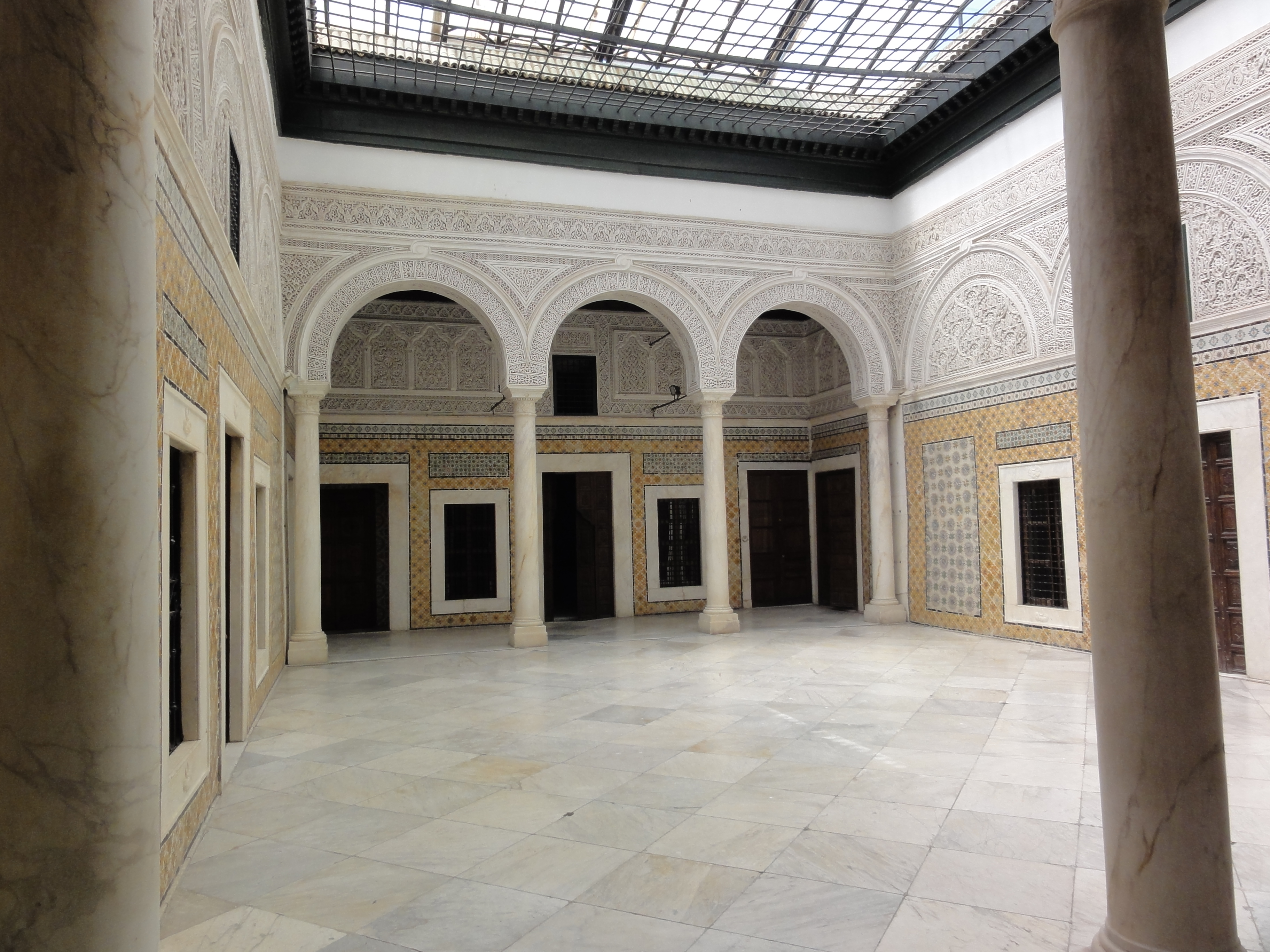
Dar Lasram
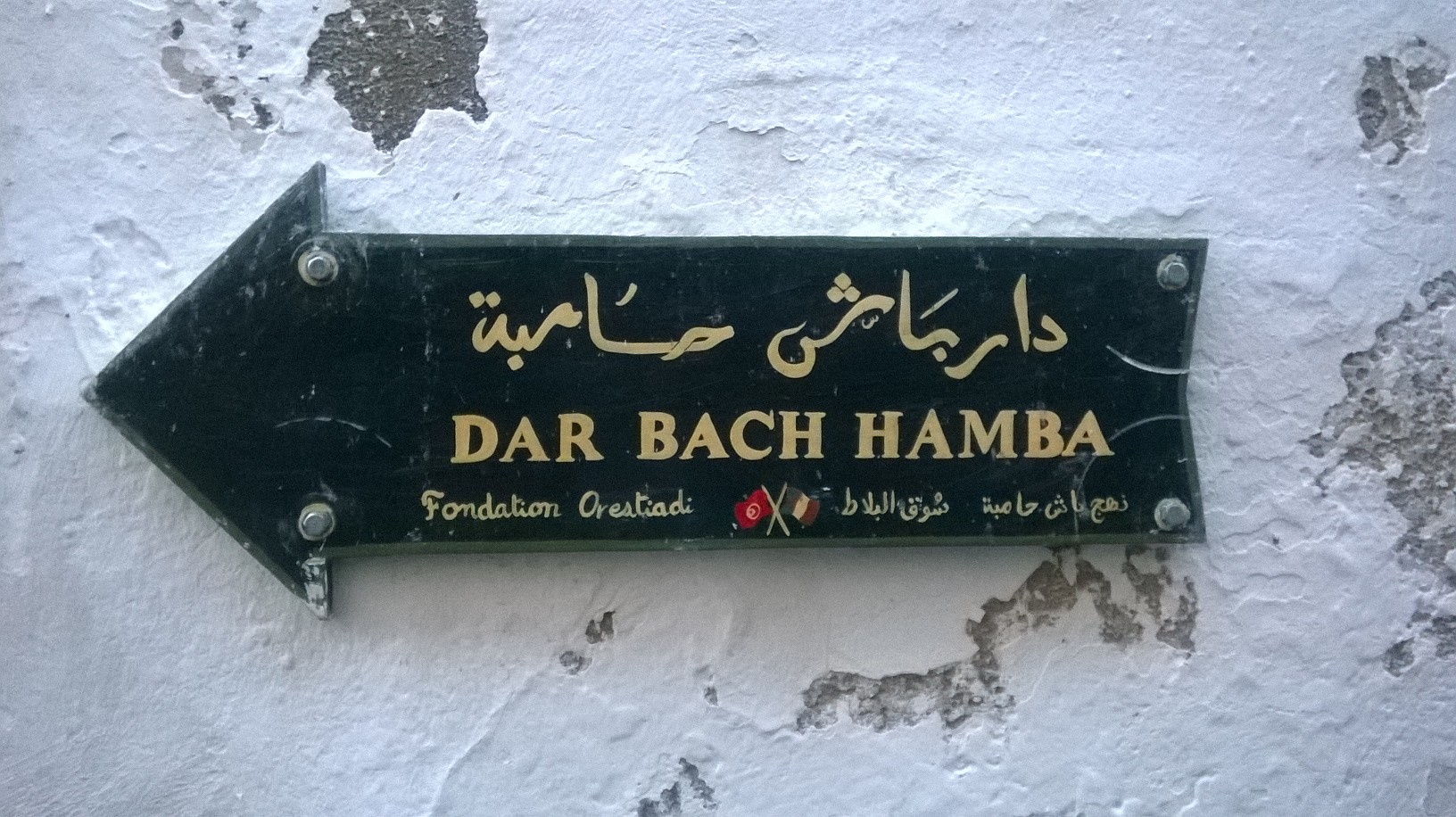
Dar Bach Hamba
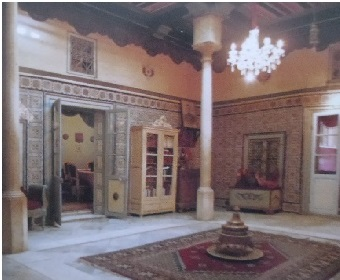
Dar Djellouli
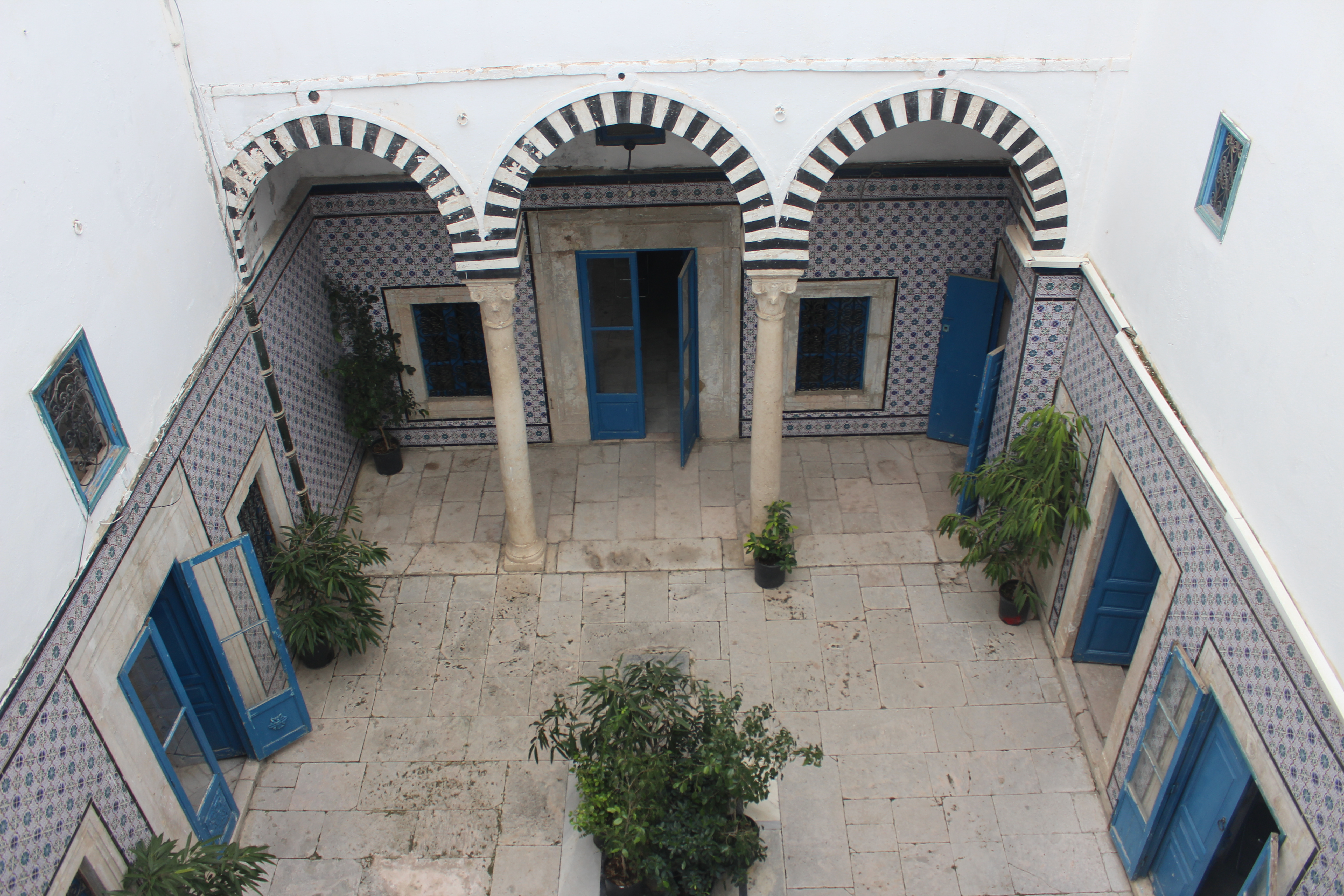
Dar Ben Achour
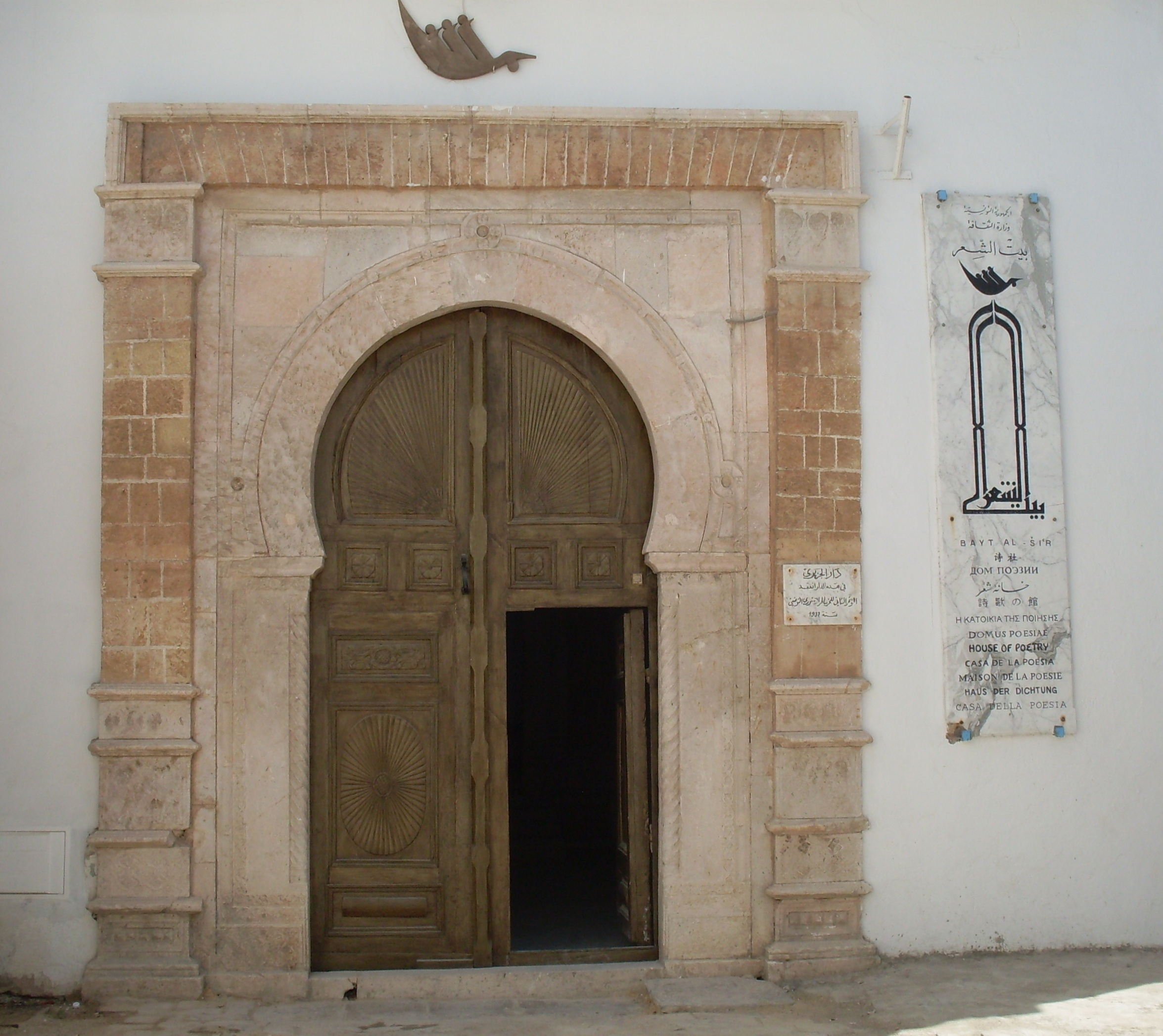
Dar Al Jaziri